# 崇玄曆
《崇玄曆》是中国古代曆法，唐朝八曆（戊寅元曆、麟德曆、大衍曆、五纪曆、正元曆、觀象曆、宣明曆、崇玄曆）第八。
唐昭宗见到《宣明曆》施行已久，历数渐差，命太子少詹事边罔、司天少监胡秀林、均州司马王墀制定新历法《崇玄曆》。开始用简捷、超径、等接之术，经制、远大、衰序之法被废除。景福二年（893年）颁布，唐昭宗定名《景福崇玄曆》，其气朔、发敛、盈缩、定朔弦望、九道月度、交会、入蚀限去交前后，都和《大衍历》相同。一直用到唐朝灭亡，五代后周时施行《欽天曆》，才彻底停用崇玄曆（939-943年，后晋一度施行调元历）。